# Шампла е Бужакур
Шампла е Бужакур (фр. Champlat-et-Boujacourt) насеље је и општина у североисточној Француској у региону Шампањ-Арден, у департману Марна која припада префектури Ремс.
По подацима из 2011. године у општини је живело 156 становника, а густина насељености је износила 24,53 становника/km². Општина се простире на површини од 6,36 km². Налази се на средњој надморској висини од 214 метара.

## Демографија
| 1962. | 1968. | 1975. | 1982. | 1990. | 1999. | 2011. |
| ----- | ----- | ----- | ----- | ----- | ----- | ----- |
| 79    | 97    | 81    | 94    | 111   | 121   | 156   |

График промене броја становника у току последњих година